# Ghostgirl

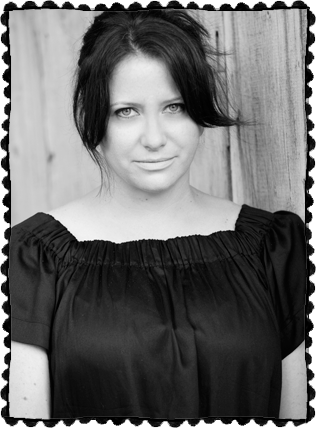
Tonya Hurley, escritora estadounidense.

Ghostgirl es un libro de la autora estadounidense Tonya Hurley, escrito durante 2008 y publicado por primera vez a principios de 2009. Narra la historia de Charlotte Usher, la chica más ignorada en su escuela, quien moría por el chico de sus sueños llamado Damen Dylan hasta que ella murió por culpa de un osito de goma que accidentalmente se le atoró en la garganta. Ghostgirl está compuesta por una trilogía y dos libros más que son sobre festividades.

## Argumento del libro
Charlotte Usher pasó el verano completo planeando su regreso a la preparatoria Hawthorne High, esperando que todo fuera diferente. Había estudiado a las chicas más populares del colegio (Petula y Las Wendys) para convertirse en una de ellas: vestuario, dieta, peinado, y un elaborado plan para acercarse a ellas, y sobre todo a Damen: el chico de sus sueños y el más guapo de la escuela. Pero al llegar, Charlotte descubre que no hay nada que ella pudiera hacer para remediar su impopularidad: es invisible para los demás alumnos. Pese a todo, consigue emparejarse con Damen para las clases de laboratorio de física, cuando inesperadamente muere asfixiada al comer un osito de goma debido a un suspiro causado por la impresión. Tras descubrir que es un fantasma, Charlotte no tiene otra cosa más que ayudar a los alumnos más impopulares del instituto a lucirse para que no le pase lo mismo que a ella, todo mientras debe asistir a la clase de Muertología; una asignatura para adolescentes muertos dirigida por el profesor Brain, ya que todos ellos deben encontrar cómo ser un muerto, aceptarlo o encontrar la respuesta a por qué no han conseguido irse. Todos ellos cometieron un gran error en vida que deben resolver en la muerte para poder irse sin ninguna culpa… antes de irse por completo al otro mundo. Su proyecto en común es salvar la casa en la que habitan que va a ser puesta en venta. Pero a Charlotte no le interesa nada de eso a ella solo le interesa ser aun popular. Gracias a que ahora es tan solo un fantasma, puede acercarse a Damen y pasar tanto tiempo con él como pueda, sin restricciones para el amor.
Todo cambia cuando Charlotte conoce a Scarlet, la hermana pequeña de Petula. Ella (Scarlet) es una chica gótica y loca rebelde que intenta no parecerse a su frívola hermana. Su vida es un mundo muy aparte de Petula y su novio Damen, y Charlotte consigue comunicarse con ella y convencerla para hacer un intercambio de cuerpos: Scarlet sería un fantasma durante un tiempo y ella dispondría, por fin, de un cuerpo con el que podía acercarse a Damen.
Scarlet disfruta de su incorporeidad para pasearse por el instituto molestando a los alumnos que no la quieren y la molestan, mientras que Charlotte consigue ganarse cada vez más la confianza de Damen. Pero sus amigos no muertos no piensan dejarla en su nueva vida porque ellos dicen que tiene que aceptar su nueva vida. Pero su casa está al borde del desastre, y solo si trabajan juntos lograrán salvarla. Pero a Charlotte no le importa, ella lo único que ansia es estar con Damen y no los escucha. El problema aparece cuando Scarlet regresa a su cuerpo y Damen quiere seguir junto a ella… sin percatarse de que no es la misma Scarlet de antes. Pero la auténtica Scarlet, rebelde y estrafalaria, le gusta mucho más que la Scarlet controlada por Charlotte … y para la sorpresa de Charlotte, Scarlet también empieza a enamorarse de Damen. Comienza una batalla fantasma-chica para hacerse con el control del cuerpo y ser la favorita de Damen, con efectos como el ingreso de Scarlet en el equipo de animadoras o la inundación de la piscina; las dos chicas peleaban por el amor de Damen.
Parecía que todo podría arreglarse pero una mala noticia para Charlotte, que Scarlet consigue que Damen vaya al baile con ella. El baile, además, se celebrará en la casa de los fantasmas impidiendo su venta o demolición. Y Charlotte conseguirá por fin su ansiada meta… es que el beso de medianoche, la confirmación de que, por fin, ha conseguido a Damen.
Así, una engalanada Scarlet asiste al baile con Damen dispuesta a pasar un largo pero muy largo rato con Damen y luego permitir a Charlotte el beso de medianoche. Pero Prudence(Prue), la alumna muerta no piensa dejar que Charlotte gane, o sea que se salga con la suya después de todo su egoísmo. La falsa casa del terror se convierte en una auténtica pesadilla y por fin Charlotte comprende lo que debe hacer… Irse, por fin, y dejar a Scarlet y Damen en su nueva vida, aunque a ella le doliera mucho; bajando del trono a Petula y permitiendo, que por fin, todos los alumnos muertos y el profesor Brain puedan irse en paz en un mágico baile de medianoche. Prudence, al fin, comprendió y se arrepintió de lo que había hecho, uniéndose a Charlotte.
Y así fue, Charlotte y los alumnos muertos se fueron a un «lugar mejor», Damen terminó con Petula, formalizando su relación con Scarlet. Y el antaño decadente caserón (donde habitaban Charlotte y los alumnos muertos, donde fue el baile) había sido restaurado y renovado, convirtiéndose en un exquisito café.
La historia de Charlotte se convirtió en una leyenda.

## Citas
Ghostgirl usa citas de Oscar Wilde, Evanescence, Edgar Allan Poe, Silvia Browne, Laurie Anderson, Vince Clarke, The Smiths, Paul Westerberg, Emily Dickinson, Isadora Duncan, Percy Bysse Shelley, Virginia Woolf, Jonny Rotten, Sylvia Plath, Radiohead, Woody Allen, Belle and Sebastian, William Blake, Robert Smith, Dr. Seuss, R.E.M., Francis W. Boudillon, Lou Reed y Martin L. Gore, My Chemical Romance, Britney Spears, además de referencias a varias películas y grupos musicales.

## Personajes
- Charlotte «Ghostgirl» Usher(†):Es muy romántica y tiene muy claro una meta: convertirse en una de las chicas más populares de Hawthorne High. Por eso ha pasado todo el verano apostando sus energías a cambiar, desde las pestañas hasta la actitud, para no pasar inadvertida ante los demás, y regresa decidida a todo con tal de ganarse el corazón de Damen Dylan. Todo parece estar saliendo bien hasta que un miserable oso de gomita se le atraviesa en la garganta y en sus planes, que quedan mortalmente frustrados para siempre jamás. Ahora Charlotte no solo es invisible, sino que de veras lo es: más muerta no podía estar.
- Scarlet Kensington: Es la gótica hermana menor de Petula, la forma de ser de cada una es tan contraria a la otra, que juntas sacan chispas y, como era de esperarse, tienen unos gustos muy diferentes. Ella dice no ser parte del "rebaño de cabezas huecas que forman los estudiantes de Hawthorne High". Es la única persona viva que puede ver a Charlotte la cual dice que se ha de deber debido a que es diferente, por lo que la anterior decide poseerla para lograr su objetivo, ganarse el corazón de Damen Dylan, pero... ¿que pasa cuando Scarlet empieza a descubrir que tiene muchas cosas en común con él?
- Damen Dylan: Es el típico chico guapo de la escuela. Todas las chicas de Hawthorne High lo persiguen porque es divino y con buena forma física, un sueño hecho realidad... Todos en la escuela quieren ser como él en muchos sentidos, sin embargo hay ocasiones en que Damen no puede evitar que le pese eso de que su familia y sus amigos esperen tanto de él, y más bien desaría dejar de ser tan admirado para ser alguien más normal...
- Petula Kensington: Es la chica más popular de la escuela; ella lo sabe perfecto y toma ventaja de esta situación cada que puede. Es muy orgullosa, caprichosa, astuta y egoísta. Es una porrista de Hawthorne High. Odia y desprecia a Scarlet. Novia de Damen.
- Las Wendys: Wendy Thomas y Wendy Anderson son las compañeras inseparables de Petula, Técnicamente, son las damas de la princesa. Son absolutamente incondicionales y subordinadas a Petula, y hacen lo que ella les pida simplemente por seguir siendo populares en la escuela.
- Pamela «Piccolo Pam»(†) : Para Charlotte, Pam es la guía de turistas involuntarios y permanentes en el otro mundo, se encarga de enseñarle todo lo que sabe. Es lo más cercano a una amiga leal y real que Charlotte haya tenido «en la otra vida». Murió de asfixia al atragantarse con un flautín mientras tocaba en la banda da la escuela.
- Profesor «Brain» (†): Es el profesor de Muertología del curso de Charlotte, un hombre reservado y muy amable quien enseña a Charlotte varias lecciones muy importantes sobre «la otra vida». No se sabe a ciencia cierta como murió su fantasma tiene despegado gran parte de su cabeza mostrando su cerebro.
- Prudence «Prue» Shelley (†): Ya no es de esta dimensión, podría ser considerada como la reina de ultratumba; es una experta para controlar las habilidades y poderes sobrenaturales que se puede llegar a obtener cuando mueres. Se enoja siempre con Charlotte, ya que lo único que le importa a Charlotte es seguir conectada al mundo de los vivos a como dé lugar... Murió a causa de un atropellamiento imprudencial en una de sus citas con un chico popular, es la única que realmente ha aceptado la muerte tal y como es, olvidándose de su vida anterior lo que la convierte en la líder el grupo de Muertología.
- Kimberly «Call Me Kim» Jones (†): Es alumna de Muertología, murió a causa de la radiación que provocan los teléfonos celulares en su interior. Su fantasma trae consigo el teléfono móvil incrustando desde su sien hasta la mándibula.
- Violet «Silent Violet» Green (†): Es una alumna de Muertología, murió a causa de un estrangulamiento por parte de su novio quien lo hizo porque ella no paraba de hablar. Su fantasma es una chica silenciosa que no habla ni al menor intento posible.
- Mike «Metal Mike» Winkeston (†): Alumno de Muertología, murió mientras hacia el examen de conducir al distraerse por escuchar Heavy Metal. Su fantasma trae consigo incrustaciones de metal en la cara y varias partes del cuerpo, al principio pregunta si ha aprobado su examen de conducir.
- Abigail Reed (†): Alumna de Muertología, murió ahogada en la piscina del colegio después de que su novio la engañara con otra chica. Su fantasma aun viste el traje de baño con el que murió y su cuerpo esta lleno de várices a causa del agua.
- Suzy «Scratcher» Jeelseg (†): Alumna de Muertología, murió a cusa de una infección provocada por los cortes que realizaba en su cuerpo, después de rascarse constantemente hasta que murió. Su fantasma es de una chica que tiene varias cortadas y costras que aún se rasca como aquella última vez.
- Jerry «DeadHead Jerry» Britt (†): Alumno de Muertología, murió al atragantarse con un cigarro mientras intentaba fumárselo. Su fantasma es de un chico relajado que cada vez que habla lanza una pequeña fumarola de humo de cigarrillo.
- Dylan «DJ» Killzar(†): Alumno de Muertología, murió a causa de negarse poner temas baratos en una fiesta de pandilleros y estos en represalia le metieron 10 tiros, uno más que 50 cent..
- Caroline «CoCo» Tuff (†): Alumna de Muertología. Murió a causa de ahogamiento por vómito provocado durante una fiesta en la que bebió más de la cuenta y al desmayarse sobre su bolso extragrande después de haberlo vomitado todo se ahogó.
- Buzzsaw Bud (†): Alumno de Muertología, murió luego de tener un accidente en clase de carpintería con la sierra eléctrica. Su brazo derecho está prácticamente amputado.
- Simone y Simon Blynn (†): Alumnos de Muertología y hermanos gemelos que murieron ahogándose con su pastel de cumpleaños, ya que su hermana mayor Lisa lo hizo de plástico. Solo confían el uno al otro y jamás se separan.
- Rotting Rita(†): Es una niñita alemana que llegó de intercambio a la casa Usher. No se sabe la causa de su fallecimiento y su fantasma suele expulsar muchos bichos de su cuerpo como: arañas, gusanos, etc.

## Ghostgirl: el regreso
Ghostgirl: el regreso es el segundo libro y secuela de Ghost Girl. El libro fue publicado en su versión original el 21 de octubre de 2009 y salió a la venta una versión al idioma español el 14 de abril de 2010.

### Sinopsis
Charlotte Usher, la joven fantasma que murió atragantada con un osito de goma, está empezando a ser consciente de que quizá el mundo de los muertos no es tan diferente del de los vivos. Ocupa gran parte de su tiempo libre haciendo deberes y trabajos que no le apetecen nada, como responder llamadas en una central telefónica para ayudar a adolescentes con problemas. Charlotte empieza a preocuparse cuando comprueba que en este nuevo mundo también parece ser invisible para los demás, ya que su teléfono nunca suena mientras que sus compañeras no paran de recibir llamadas. Por otra parte, en el lado del Mundo de los Vivos, la presumida Petula se prepara para una cita de ensueño: bronceado, spa, pedicura… hasta que su idílica sesión se ve enturbiada cuando la esteticista le hace una cortada sin querer en el dedo gordo del pie y, a causa de la infección, entra en un coma, lo cual hace que Scarlet, la hermana pequeña de Petula, se sienta culpable, por eso va al mundo de los muertos, para que su mejor amiga Charlotte la ayude a encontrar el alma de Petula, aunque Maddy, la nueva amiga de Charlotte, no dejara que Scarlet se interponga en sus planes macabros, tal vez Charlotte sea la única que pueda salvar todo este desastre.
Petula por su parte, conoce a Virginia, una niña con la que se encariña, y le cambiará su superficial forma de ver el mundo. Damen solo quiere que Scarlet regrese a la tierra y para que lo haga, sabe que tiene que hacer que Petula despierte, y sabe que únicamente lo hará con lo que de verdad la apasiona, ser la reina del baile de bienvenida.

### Personajes nuevos
- Matilda "Maddy" Miner. Es la principal antagonista del 2º y 3.er libro. Ella murió porque al hacer una audición por un papel con una amiga, Maddy quería tener el papel y se inyectaron botox, uno con una jeringa con sobredosis para la amiga; pero la amiga se equivocó de jeringa que contenía la sobredosis y fue a parar a Maddy, muriendo por ello. Según las compañeras de Charlotte, "Una muerte así te persigue para siempre", y por eso, antes de ir al infierno, tenía que corromper a alguien más, y quiso intentarlo con Charlotte apartándola de sus amigas. El plan le sale mal y es derrotada por Charlotte, esta huye del lugar y no se sabe más de ella.
- Green Gary. Alumno nuevo de muertología, murió a causa de un accidente mientras manejaba su coche, como es ecologista no quiso chocar contra un árbol y chocó contra una tienda.
- Lipo Lisa. Alumna nueva de muertología, murió a causa de una mala liposucción en el cuello, sin embargo sigue manteniendo belleza externa lo que llama la atención de Scarlet quien piensa "Es una digna competencia para Petula y las Wendys"
- A.D.D. Andy. Alumno nuevo de muertología, es Skater. Durante un trucó intenta patinar sobre una pavimentadora pero esta se pone en marcha y lo mata.
- Tanning Tilly.Alumna nueva de muertología. Es adicta a los rayos UV, muere a causa de ser tostada en una cama de bronceado.
- Paramour Polly. Alumna nueva de muertología. Es demasiado envidiosa, ella murió porque le quitó el novio a su mejor amiga y se puso a tener relaciones sexuales en medio de las vías del tren, pero entonces este apareció matándola.
- Blogging Bianca.  Alumna de muertología. Es adicta a su blogger de internet lo que la llevó a desarrollar un cuágulo por falta de movimiento, matándola. En el más allá, siempre está escribiendo en su teclado invisible.
- Virginia Johnson: Una niña que solía ser participante de los concursos de belleza infantil (Princesitas), lamentablemente sufre un accidente automovilístico dejándola en coma durante la estadía de Petula y Scarlet en el mismo hospital, durante este estado conoce a Petula en el coma y le demuestra que no debe ser tan "hueca" como ella suele llamarle. Al final la niña muere a causa de ello, despidiéndose de Petula y haciéndola una mejor persona, ella se va con la frente en alto a Muertologia acompañada de Charlotte, donde sabe que estará a salvo al pronunciarse las palabras: "Bienvenida Virginia, te estábamos esperando".
- Los padres de Charlotte: Aparecen justo al final, cuando Charlotte hace una buena acción con Scarlet quien la necesitaba, el profesor Brain la lleva a su oficina donde estos la esperan... Diciéndole entonces su madre: "Hola, Cielo".

## Ghostgirl: Lovesick
Ghostgirl Lovesick, (Loca por Amor en España y Latinoamérica), es la tercera parte de la saga Ghost Girl. En Estados Unidos, el libro salió el 14 de julio de 2010 mientras que en España el 17 de noviembre de 2010 y en Latinoamérica salió el 14 de febrero de 2011.

### Sinopsis
Charlotte finalmente se estableció en el más allá y tiene un novio muerto, Eric. Como la clase está esperando para ir al más allá, ellos reciben una tarea más: ayudar a un adolescente en Hawthorne a través de sus problemas a tiempo para baile. Pam y Prue se asignan a las Wendys, Coco a Petula, Charlotte a Damen y Eric a Scarlet. 
Scarlet se siente fuera de lugar como lo es la moda gótica dejándola atrás para una nueva mirada, más madura. Si bien esta es su elección, ella se siente que Damen la empujó a ella, y que él no la acepta por lo que es. Cuando Damen llega a la ciudad para un trabajo en la estación de radio local y entra en una de las canciones de Scarlet, ella siente que él la está presionando y se enoja. Cuando conoce a Eric, sin darse cuenta de que está muerto, ella se siente atraída por él, y siente que le permite ser su verdadero yo.
Mientras tanto, Petula ha dejado a su sentimiento de egoismo, y ella ha comenzado a donar su ropa vieja para las personas sin hogar, confundiendo a las Wendys. Una nueva chica llamada Darcy le empieza a robar a su popularidad, que termina en Petula siendo una paria. Ella continúa con su caridad, con la esperanza de que sus cambios de imagen funcionen para mejorar la vida de aquellos a quienes ayuda y que desean un mayor contacto . Esto le lleva a pedir a un niño sin hogar para asistir a baile con ella.
Cuando la canción de Scarlet es descalificada por la participación de Damen en la entrada, la pareja discute y rompen. Charlotte también discute con Eric por su relación con Scarlet. Irritada, Charlotte intenta devolver a la vida futura a través del aula de Muertologia, y descubre que el fantasma de Darcy se encuentra en la nueva clase Muertologia después de un ataque provocado por un flash de la cámara, y que la Darcy en la escuela está poseído por otra persona . Con Pam y Prue, Charlotte planea desalojar al espíritu que está dentro de el cuerpo de Darcy en el baile. Mientras tanto, Darcy pide a Damen ir con ella al baile y Scarlet y Eric empiezan a pasar más tiempo juntos. 
Scarlet gana el concurso de radio y elige como su premio para realizar su canción en el baile, que se redecora como un funeral "Fantasía para Charlotte". Al momento que Damen y Darcy deciden tomarse una foto, Charlotte sabotea la cámara para dar Darcy otra convulsión, que desaloja al espíritu malvado que es el de su enemiga, Maddy y devuelve a la Darcy real. 
Petula llega al baile con su novio sin hogar, que resulta ser un multimillonario disfrazado, y la pareja de baile son coronados rey y reina. El trabajo de Coco ha sido completado, Petula recibe un nuevo ángel de la guarda que es Virginia. Mientras tanto, Eric y Scarlet actuarán en el escenario juntos antes de que Damen y Scarlet vuelvan, y Eric y Charlotte van a el baile juntos. Después del baile, Charlotte y Scarlet se dicen adiós en el cementerio, y devuelve a Charlotte a la otra vida, donde se introduce a Eric a sus padres. Toda la clase de Muertologia se mueven al más allá a excepción de Charlotte ya que tenía una misión importante hacia los demás, quien ahora es la maestra de Muertologia.

### Personajes nuevos
Algunas de los nuevos personajes son:
- Darcy: Es la chica nueva de Hawthorne High, al principio intenta copiarle todos los atuendos de marcas a Petula y fastidia demasiado a las Wendys, es malvada y poco a poco le quita su lugar a Petula, mediante chismes, fotografías y hasta un juicio en el gimnasio; también derrota a Scarlet invitando a Damen al baile y cuando gana el poder absoluto sobre Hawthorne High vuelve invisible a Petula y víctima de un Bullying Masivo. Sin embargo al final se descubre que es Matilda (Maddy) en su cuerpo. Matilda asesinó a Darcy tiempo atrás mediante flashes de cámaras cuando esta cursaba en Gorey High, entonces Charlotte, Prue y Pam descubren la verdad mediante las nuevas chicas de muertología, quienes hablan con Darcy.

Durante la graduación las chicas aplican la misma técnica con Maddy y hacen que Darcy pueda al fin recuperar su cuerpo; disculpándose con todos y retirándose de Hawthorne High.
- Mercury Mary: Alumna nueva de Muertología, murió por envenenamiento por mercurio por las numerosas visitas a un Sushi-Bar.
- Scared-To-Beth: Alumna nueva de Muertología, murió por un "Susto de Muerte" que le propició su mejor amiga al intentar bromear con ella.
- Toxic-Shock Sally: Alumna nueva de Muertología, murió debido a un "Shock" por falta de educación sexual : No cambiarse regularmente los tampones
- Electric Eric: Es el novio de Charlotte, el chico más amable y sincero que pudiera haber conocido, Eric murió durante un escenario acústico al querer conectar su guitarra a un amplificador; había una tormenta y un rayo lo alcanzó, sus poderes son relacionados con la electricidad, lo que es en veces muy útil.

Sin embargo durante la expedición al mundo humano se disgusta con Charlotte, ya que este pasa más tiempo con Scarlet quien lo descubre que está muerto.